# Baleč

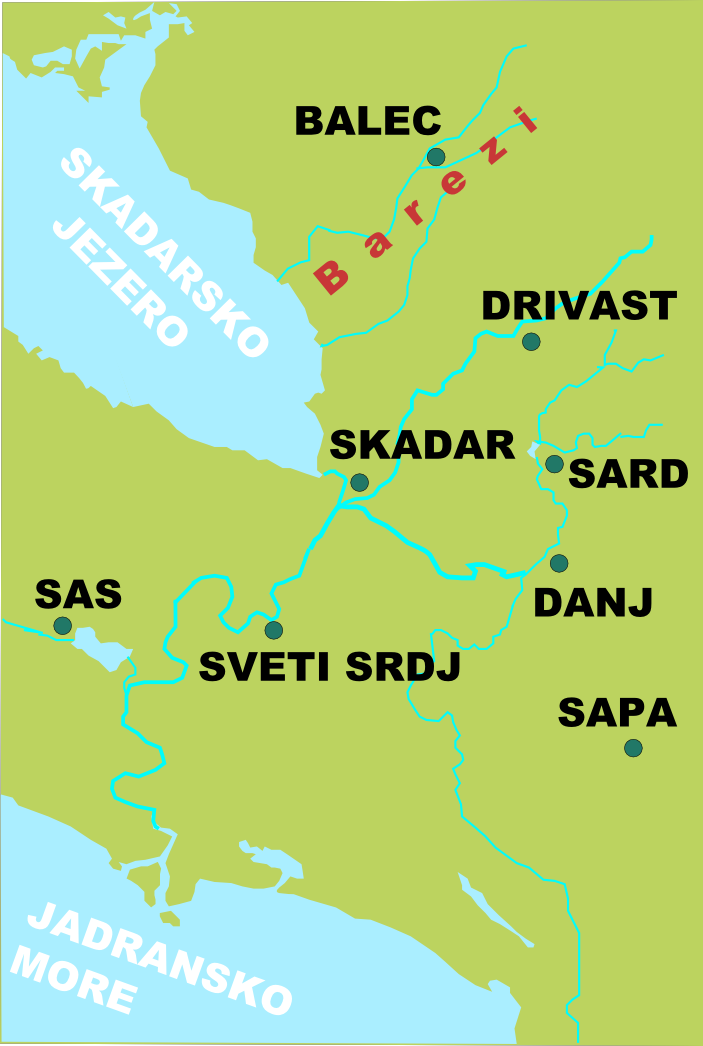
Balec (au nord) dans le župa de Barezi, en Duklja (Dioclée). Au sud : la mer adriatique.

Baleč (italien : Balezo, (en albanais : Balec)) était une ville fortifiée médiévale albanaise située près de Shkodër située dans l'Albanie contemporaine. Elle fut bâtie sur la colline dont le nom était Balez. Ce site était habité depuis l'époque romaine. Sous l'empire Byzantin, elle faisait partie du thème de Dyrrhachium. Plus tard, ce fut le centre d'une župa du royaume de Duklja, et plus tard encore de la seigneurie de Zeta. Baleč fut fortement endommagé pendant la deuxième guerre de Scutari qui opposa le despotat de Serbie à la république de Venise. Une fois sous le contrôle de la république de Venise au début du XVe siècle, sa taille fut réduite à une petite pronoia avec seulement 25 maisons, et la forteresse fut abandonnée et tomba en ruine. Les forces de Skanderbeg reconstruisirent la forteresse pendant sa guerre avec Venise en 1448 et y établirent une forte garnison, mais les forces vénitiennes les chassèrent rapidement et démolirent la forteresse. Les plans ottomans pour reconstruire Baleč et la peupler de colons turcs n'ont jamais été mis en œuvre et Baleč resta en ruines, ruines qui sont encore visible aujourd'hui.

## Nom de famille Balšići
Certains auteurs relient le nom de la famille noble Balšić (en albanais : Balshajt) aunom de cette ville. Les noms alternatifs pour cette famille sont Balesium, Balezza, Balezum, Balezo et Barizi. Selon une autre thèse, la racine de l'anthroponyme de Balšić (qui a émergé sous sa forme actuelle en 1455) serait le nom du village de Balovc situé près de Podujevo, dérivé de Balin Potok .

## Histoire

### Empire romain

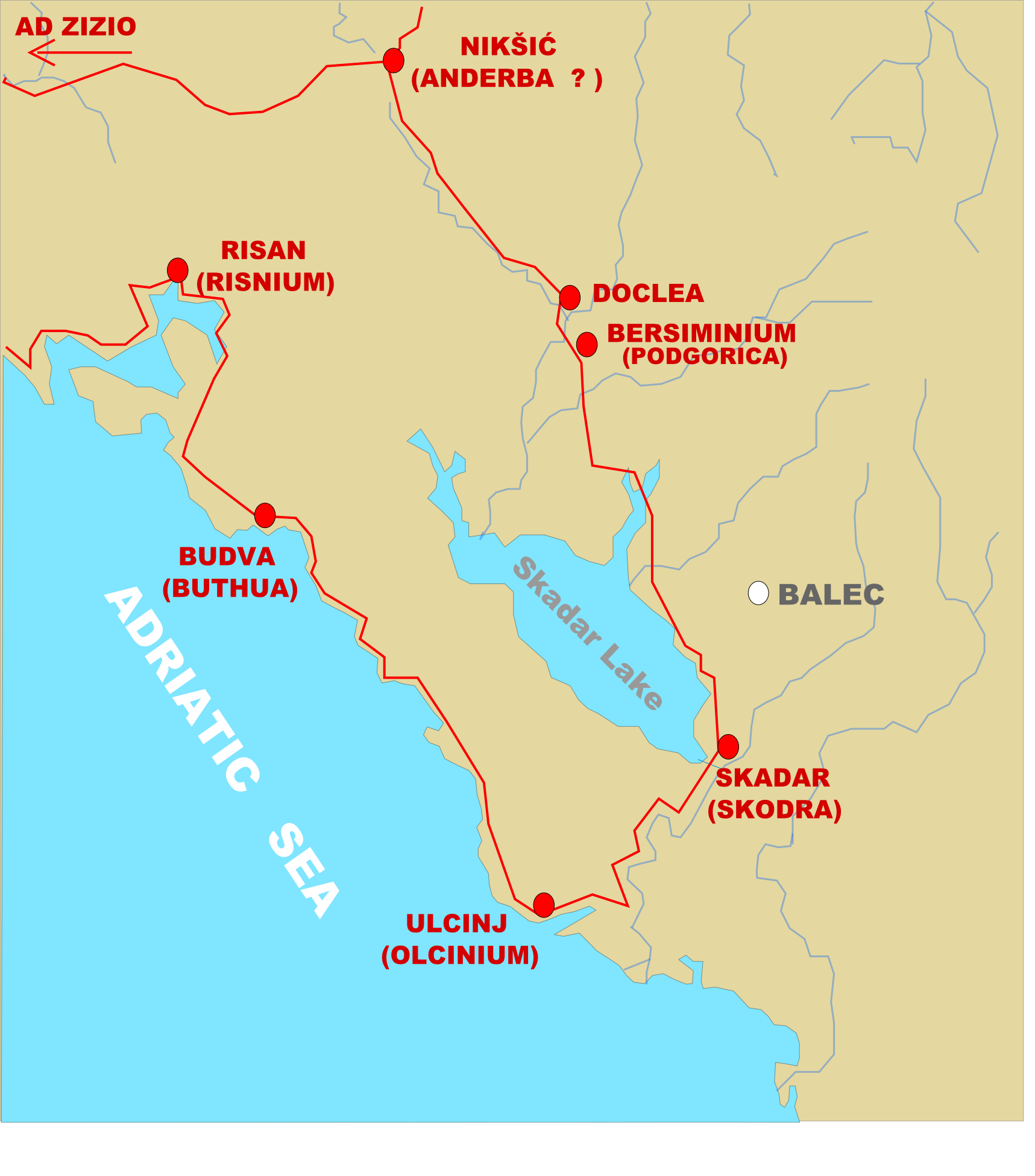
Ancienne voie romaine de Skodra à Doclea et position du Balec médiéval (à l'est sur la carte)

Une thèse avance que le nom de Balec à pour origine un terme Illyrien et pourrait être lié au mot albanais "ballë". Le premier qui avança cette théorie fut Milan Šufflay. Baleč fut fondé sur le site d'une ancienne colonie de la période romaine ,, qui fut détruite par les Avars et les Slaves. Sa forteresse a une origine romaine. Baleč était près de la route qui menait de Shkodër à Duklja et Onogošt (aujourd'hui Nikšić), près de plusieurs colonies importantes et ressources en eau.

### Duklja et Zeta
Baleč faisait partie du Dyrrhachium byzantin jusqu'à ce que le royaume de Duklja, sous Stefan Vojislav (1018–1043), le capture et en fasse la capitale de la župa de Barezi,. Selon la Chronique du prêtre de Dioclée, après la mort de Stefan Vojislav en 1044, le contrôle de Baleč et de Barezi župa fut hérité par son fils Mihailo I Vojislavljević.
Au XIVe siècle, le contrôle de la région, y compris Baleč, passa à la seigneurie de Zeta, dirigée par la famille Balšić.

### République vénitienne
Au début du XVe siècle, la république de Venise prit le contrôle de Baleč, qui devint un pronoia, dont les pronoiarios (la personne à qui la pronoia est confiée) étaient tenus de reconnaître les droits de l'évêque du diocèse catholique romain de Balecium (en), si ces derniers devaient revenir et les réclamer. Radič Humoj, membre de la famille Humoj (en), fut nommé par le gouverneur de Scutari « pronoier » de Baleč entre 1402 et 1403, ce qui fut confirmé par une décision du Sénat vénitien le 16 septembre 1404. Le recensement vénitien de 1417 montre que la pronoia de Baleč était directement subordonnée au gouverneur de Scutari et possédait 25 maisons.
Après la mort de Radič, le gouverneur vénitien de Scutari a donné la pronoia Baleč au frère de Radić Andrija (qui était alors voïvode de la région au nord du Shkodër) et à son fils Kojčin,. La décision du gouverneur de Scutari fut confirmée par le Sénat vénitien le 13 février 1419.

#### Reconstruction et destruction de la forteresse pendant la rébellion de Skanderbeg

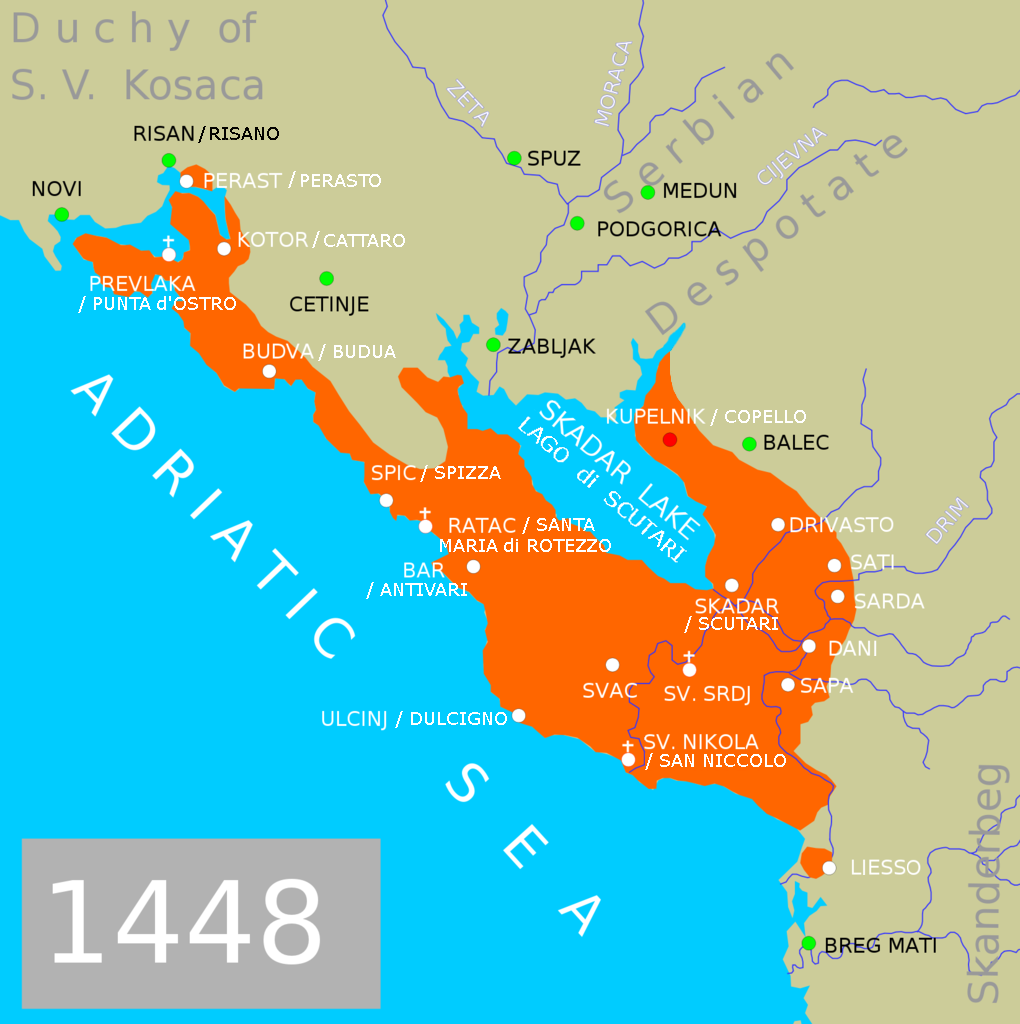
Position de Baleč en 1448. En orange : les territoires sous contrôle vénitiens

En décembre 1447, Skanderbeg lança une guerre avec Venise en 1448 et assiégea Dagnum. Lorsqu'il réalisa que son siège n'avait pas abouti, il ordonna la reconstruction de la forteresse de Baleč, qui était alors inoccupée et en ruine. Le but principal de placer une garnison à Baleč était de couper les voies d'approvisionnement vers Dagnum (toujours assiégé) et de prendre le contrôle des terres autour de Shkodër. Les 2 000 soldats de la garnison de Baleč étaient sous le commandement du neveu de Skanderbeg, Hamza Kastrioti et Marin Spani. Kastrioti reçut l'ordre d'attaquer Drivast laissant à Marin Spani le commandement exclusif. Marin jugea la forteresse nouvellement reconstruite peu sûre et, lorsque son parent Peter Spani l'avertit qu'une grande force vénitienne se dirigeait là-bas, il battit immédiatement en retraite avec ses soldats à Danj. Les forces vénitiennes reprirent la forteresse, en brûlèrent les parties en bois et démolirent ses murs nouvellement reconstruits,. Andrija et Kojčin Humoj, avec Siméon Vulkata, menèrent l'alliance pro-vénitienne contre Skanderbeg. Les batailles pour les contrôles de Baleč et Drivast en 1447 furent particulièrement féroces.
Bien que la région de Baleč fut sous contrôle vénitien depuis le début du XVe siècle, Baleč s'appauvrit lentement appauvrie et cessa d'exister en tant que ville bien avant 1448, lorsque la forteresse reconstruite fut détruite par les Vénitiens , la ville appartenait déjà au passé. L'évêché de Balecium, qui n'est plus considéré comme un siège résidentiel, est aujourd'hui répertorié par l'Église catholique comme un siège titulaire.

### Conséquences
Début 1474, toute la région autour de Shkodër, y compris Baleč (alors abandonné), passa sous domination ottomane. Selon certaines sources, le sultan ottoman avait l'intention de reconstruire Podgorica et Baleč en 1474 et d'y installer 5 000 familles turques. Le but était de créer un obstacle supplémentaire à la coopération de la Zeta de Crnojević et du Shkodër vénitien,,. Cependant, les plans concernant Balec ne furent pas concrétisées. Plus tard, Marin Barleti décrivit Balec comme étant des ruines.

## Religion
Il y avait de nombreuses églises orthodoxes à Baleč et dans les villages environnants. Il existe des documents relatant un monastère orthodoxe dans le village de Kupinik latin : Copenico), presque entièrement peuplé de Slaves et qui possédaient un moulin sur la rivière Rioli près de Baleč.
Il existe des ruines de deux églises à Baleč avec leurs autels orientés vers l'Est.
En 1879, le consul russe Ivan Stepanovič Jastrebov (en) publia ses notes sur sa visite à Shkodër, visite qui comprenait également les ruines de Baleč. Jastrebov décrivit les ruines de deux églises orthodoxes de Baleč, qui appartenaient au territoire de la tribu Rioli. Il expliqua que la première église était une cathédrale de 25 fois 10 pas et un narthex de 17 fois 10 pas.
Au début du XIVe siècle, Baleč était le centre d'un petit diocèse catholique. En 1356, Mgr Andreas Citer se plaignit que son évêché était plein de schismatiques. Le diocèse avait été dévasté et appauvri par « les schismatiques du royaume de Rascia », qui avaient complètement détruit le monastère situé à 5000 pas de la cathédrale. En réponse, le pape Innocent VI lui accorda in commendam, le 26 septembre 1356, le monastère bénédictin de Saint-Jean à Drivast,.
L'évêché de Balecium, qui n'est plus un siège résidentiel, est aujourd'hui répertorié par l'Église catholique comme siège titulaire.

## Traduction
- (en) Cet article est partiellement ou en totalité issu de l’article de Wikipédia en anglais intitulé « Baleč » (voir la liste des auteurs).